# Sandoy
Sandoy [ˈsandɔi]/[ˈsandi] (dänisch Sandø, deutsche Bedeutung Sandinsel) ist die fünftgrößte Insel der Färöer. Die Insel hat 19 Gipfel, deren höchster der Tindur mit 479 m ist.
Zur Region Sandoy gehören die vorgelagerten kleinen Inseln Skúvoy und Stóra Dímun mit zusammen 62 Einwohnern. Sie bilden die Kommune Skúvoy. Auf Sandoy gibt es vier Kommunen mit sechs Orten: Sandur, Skálavík, Skopun und Húsavík (mit Dalur und Skarvanes). Auf der Insel leben (Stand 2023) 1274 Einwohner.
Sandoy, die Sandinsel, hat ihren Namen von den Sandstränden an ihrer Küste. Landschaftlich gilt sie unter den sehr schroffen Inseln der Färöer als die „flachste unter den großen Inseln“. Hier gibt es weder Tunnelstrecken noch steile Bergstraßen, und so eignet sich Sandoy gut zum Radfahren. Eine kleine Wassermühle von Sandoy aus dem 18. Jahrhundert kann im Freilichtmuseum des Dänischen Nationalmuseums nördlich von Kopenhagen besichtigt werden.
Seit Dezember 2023 ist Sandoy über den unterseeischen Sandoyartunnilin mit der Nachbarinsel Streymoy verbunden. Man geht davon aus, dass täglich etwa 300 bis 400 Autos den Tunnel passieren werden. Zuvor war Sandoy durch eine Autofähre mit der Hauptstadt Tórshavn über den 1992 errichteten Fährhafen Gamlarætt verbunden. Mit der Eröffnung des Sandoyartunnilin wurde die Buslinie Route 650 zwischen Sandur auf Sandoy und Tórshavn aufgenommen.